# SimEarth: The Living Planet
 (juillet 2019).
Si vous disposez d'ouvrages ou d'articles de référence ou si vous connaissez des sites web de qualité traitant du thème abordé ici, merci de compléter l'article en donnant les références utiles à sa vérifiabilité et en les liant à la section « Notes et références ».
SimEarth: The Living Planet est un jeu vidéo de simulation élaboré par Will Wright et publié en 1990 par Maxis dans lequel le joueur contrôle le développement d'une planète entière. Le jeu existe sur de nombreux supports. Il modélise l'hypothése Gaïa de James Lovelock (qui a assisté l'élaboration du jeu et écrit l'introduction du manuel) mais une des options du jeu disponibles est d'utiliser le modèle simplifié Daisyworld,,.
Bien que le jeu soit admiré à sa sortie, ses ventes ne furent pas aussi importantes que le succès précédent : SimCity.

## Système de jeu

### Géophysique
Le joueur peut faire varier, entre autres, l'atmosphère, la température et la masse de la planète qu'il contrôle. L'étape suivante consiste à placer différentes formes de vie sur cette planète et les regarder évoluer. Comme de nombreux jeux de la série Sims, Sim Earth n'a pas de fin précise, le défi et la difficulté consistant à produire une vie intelligente et une civilisation avancée.
Le contrôle de la planète offert au joueur est assez complet ; des panneaux de contrôle permettent au joueur de réguler de nombreux paramètres : les gaz composant l'atmosphère, avec des pourcentages à trois décimales, la vitesse de dérive des continents, entre autres. La liste des désastres naturels va des cyclones tropicaux aux épidémies de peste.

### Biologie
Une caractéristique intéressante du jeu est que la plupart des embranchements d'organismes multicellulaires sont sur un pied d'égalité ; en effet, ils peuvent tous évoluer vers des mollusques intelligents et ainsi de suite. En plus des espèces familières, les trichordates, disparus depuis longtemps, sont inclus dans le jeu car « nous nous sentons désolés pour eux et nous leur donnons une chance de survie dans SimEarth ».
Malgré l'humour dans le jeu et le manuel, SimEarth peut être assez déconcertant ; des espèces peuvent apparaître ou s'éteindre sans aucune raison évidente. Les extinctions massives, cependant, sont souvent suivies par des périodes de diversification et de renouvellement, permettant au joueur d'expérimenter de nouvelles espèces et de nouveaux écosystèmes. La nature ouverte du jeu et le manque de fin claire peuvent expliquer son manque de popularité, puisque les joueurs préfèrent en général avoir le contrôle complet sur le déroulement du jeu.
Les concepteurs du jeu ont inclus un easter egg, la vie artificielle sous forme de machine peut apparaitre dans le jeu si une ville de haut niveau technologique est détruite par une explosion nucléaire. La vie artificielle peut vivre dans n'importe quelle condition environnementale, généralement en battant toutes les autres formes de vie présentes, et peut finalement étendre son intelligence et construire des villes.

### Sociologie
Chacun de ces embranchements peut produire l’espèce dominante de la planète, et le joueur pourra alors intervenir dans le développement de cette civilisation, dont les membres vivront dans des cités autour de cette planète.
Cette civilisation exploitera les différentes énergies de cette planète telles que la biomasse, le nucléaire, l'éolien, l’hydraulique et la géothermie, en fonction de son avance technologique; cette énergie sera alors dépensée par la civilisation dans des domaines tels que la culture, la recherche ou bien la philosophie, influant sur le développement social de la civilisation: trop peu d'agriculture peut causer des famines, trop peu de philosophie produit des guerres et trop peu de culture cause du malheur.

### Article
- Spore (jeu vidéo)